# Ponte do Carmo
A Ponte Velha do Carmo, também conhecida por Ponte do Carmo, é uma ponte de madeira sobre o Rio das Almas, um importante marco histórico e turístico construído a partir de 1750, por Antônio Rodrigues Frota. Entre 1899 e 1903 foi remodelada, pelo intendente Sebastião Pompêo de Pina. A atual foi construída em 1943, e está localizada no Largo do Carmo, centro Histórico de Pirenópolis, no estado de Goiás. 
Com os seus 37,40 metros de comprimento (que se dividem entre pilares a 8,80m, 11,0m, 8,80m e 8,80m) é a mais antiga ponte da cidade, e construída para ligar o Centro Histórico de Pirenópolis ao Bairro do Carmo, sendo acesso a cachoeiras, restaurantes, pousadas e demais pontos turísticos da cidade, bem como a Igreja Nossa Senhora do Carmo, construída em 1750 e que dá nome a ponte, que está inserida no Conjunto Arquitetônico, Urbanístico, Paisagístico e Histórico da Cidade de Pirenópolis, tombado pelo Iphan em 1990, um dos mais importantes acervos patrimoniais do centro-oeste. 

## Histórico
A ponte que atravessa o rio das Almas conecta o coração da cidade de Pirenópolis ao bairro do Carmo. Ao longo de sua existência, essa icônica estrutura, que por muito tempo deu nome à própria cidade, passou por múltiplas reconstruções. Entre os anos de 1750 e 1760, o sargento-mor Antônio Rodrigues Frota e seu sogro Luciano Nunes Teixeira ergueu essa ponte com a finalidade de conectar o núcleo central da localidade à sua própria moradia, localizada no bairro do Carmo. 
Em 1819, durante sua passagem por Meia Ponte (atual Pirenópolis), Auguste de Saint-Hilaire, um renomado botânico e naturalista francês, fez observações sobre a Igreja do Carmo, a Ponte do Carmo e seu estado de consrvaçao : à esquerda vê-se uma ponte meio destruída com uma pequena porção do rio das Almas, que desliza entre árvores; do outro lado do rio, vê-se uma pequena igreja rodeada de moitas. 

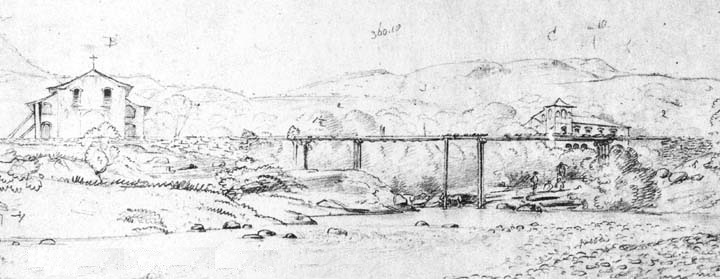
Igreja Nossa Senhora do Carmo, Ponte do Carmo sobre o Rio das Almas e residência do Frota em 1827

Nove anos mais tarde, em 13 de julho de 1842, o vereador José Francisco de Camargo Fleuri observou que o piso da grande ponte estava em más condições e levou em consideração a situação financeira desfavorável da municipalidade. Ele sugeriu à câmara que fossem realizados os reparos necessários com a máxima urgência, propondo ainda que, em vez de utilizar pranchas serradas, fosse empregada madeira sólida revestida de terra. A câmara aceitou a sugestão do vereador Fleuri e os trabalhos foram executados de acordo com suas recomendações.
Novamente em reunias, em 19 de setembro de 1866 o pedreiro Manuel Elias Antônio, apresentou os gastos previstos para nova reforma: com 06 dúzias de taboas a 12$00 totalizando 72$00, 50 carros de  pedra a 2$00 com o total de 100$00 e a mão de obra a 88$00 com custo total de 260$00 a obra.
Não realizada a obra, 1867, com o apoio de uma verba de 300$000 concedida pelo governo provincial e entregue pelo tenente Luiz Gonzaga Confúcio de Sá, representando a câmara municipal, foram realizadas novas obras de reparo e melhoramento na mesma ponte. O vereador Joaquim Teodoro Tocantins assumiu a responsabilidade pela supervisão dos trabalhos de forma voluntária, conforme sua oferta durante uma sessão ordinária em 3 de abril daquele ano. José Inácio da Cunha Teles liderou a equipe de carpinteiros.
Para agilizar o ingresso dos 300$000 nos cofres municipais, o tenente Confúcio autorizou seu irmão, o tenente João Gonzaga Jaime de Sá, a entregar essa quantia ao tesoureiro municipal por conta própria:
Em 06 de abril de 1878, a câmara municipal enviou um comunicado ao presidente da Província, solicitando assistência financeira para a restauração da prisão e das pontes do Carmo e do Taquaral. No entanto, o auxílio solicitado, no valor de 1:500$000, distribuído com 1:000$000 destinados à prisão e 500$000 para as duas pontes mencionadas, só foi concedido em 1882, por meio da resolução número 673, datada de 31 de julho.

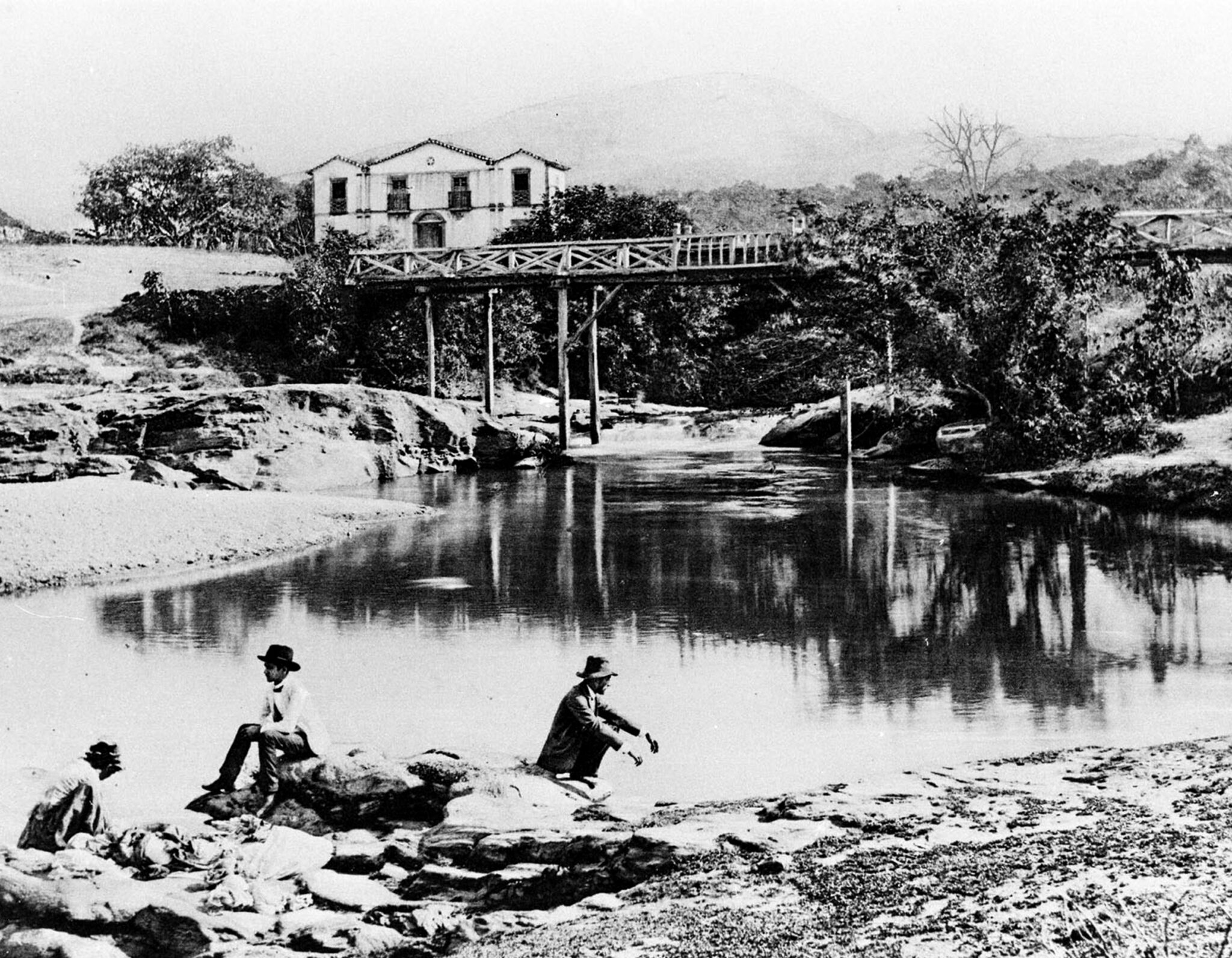
Ponte do Carmo sobre o Rio das Almas e Igreja do Carmo em 1892

Com os fundos disponibilizados pelo governo provincial, conforme indicado em uma carta do inspetor da Tesouraria da Fazenda datada de 24 de fevereiro de 1883, a administração municipal realizou os trabalhos de reparação na ponte histórica durante o mesmo ano. O vereador Silvino Odorico de Siqueira assumiu a responsabilidade pela gestão dessas obras de forma voluntária. Como gesto de gratidão por sua generosidade, a câmara municipal registrou um voto de agradecimento em sua reunião de 19 de novembro do mesmo ano.
Dez anos mais tarde, em 1893, a antiga ponte passou por várias melhorias sob a supervisão de Joaquim José de Oliveira. Além de reparos necessários, foram adicionados bancos ao longo das grades laterais, onde as famílias podiam se sentar nas tardes e apreciar "modinhas" nas noites de lua cheia. O Estado contribuiu com 601$700 para essas melhorias, enquanto a municipalidade igualmente investiu a mesma quantia.
Sob a eficaz liderança de Sebastião Pompêo de Pina, que foi eleito como  intendente municipal em 1º de maio e tomou posse em 25 de julho de 1899, a antiga ponte foi completamente demolida. Sob a orientação de José Basílio de Oliveira, a ponte atual foi construída, resultando em um custo total de 4:492$600 para o município.

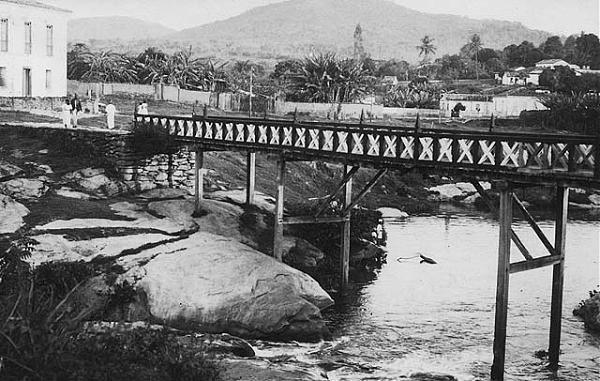
Antiga Ponte do Carmo com cadeia ao fundo

As previsões orçamentárias da administração de Pompêo de Pina eram bastante limitadas: Em 1899: 12:124$660, Em 1900: 10:857$960. Em 1901: 10:857$960. Em 1902: 10:037$960. Em 1903: 9:902$960 Mesmo com esses recursos limitados, a antiga ponte foi demolida em 1902 e a construção da ponte atual começou imediatamente. Isso indica que Sebastião Pompêo de Pina conseguiu gerir os fundos do município de forma inteligente, honesta e econômica, cumprindo também outras necessidades municipais.
Sebastião Pompêo de Pina demonstrou uma notável energia para concretizar seus objetivos: inaugurar a grande obra antes de entregar o governo municipal ao capitão Antônio Fleury de Sousa Lôbo, eleito em 20 de setembro. Ele conseguiu alcançar esse feito em 18 de outubro de 1903, com a participação de toda a comunidade de Pirenópolis. A celebração inaugural contou com a presença da Banda Phoenix, dirigida pelo maestro Joaquim Propício de Pina, que adicionou brilho à ocasião.
E em 1943 nova ponte repousa sobre uma base de pedra e passou por modificações menores durante os anos de 1983 e 1984. 
Contudo, em 2001, a Ponte de Madeira encontrava-se em um estado de degradação avançado, devido à falta de adequada manutenção. Isso desencadeou a necessidade de uma intervenção completa para a restauração deste elo histórico singular, que então era o único vínculo existente entre o centro urbano e o bairro do Carmo. 
Após a avaliação detalhada dos danos, foi conduzido um processo de reavaliação da estrutura de suporte de madeira. A decisão foi tomada de realizar a desmontagem completa das partes de madeira que se apoiavam nos pilares de alvenaria de pedra. Durante esse procedimento, as peças danificadas foram substituídas, com foco na reconstrução dos encaixes, a substituição de elementos metálicos e parafusos, bem como a restauração completa dos pisos. Além disso, os gradis foram alvo de um processo completo de revitalização, incluindo a reintegração das características cabeças de Santo Antônio que conferem identidade à ponte. Um estudo detalhado sobre os padrões de tráfego que ocorriam sobre a ponte enquanto esta estava em uso revelou que a passagem de veículos mais largos, como caminhonetes e caminhões, estava reduzindo substancialmente o espaço disponível para a circulação segura de pedestres. Este problema foi abordado durante o processo de reconfiguração da estrutura. A solução foi criar uma passarela lateral dedicada exclusivamente aos pedestres, separando-a do fluxo de veículos. Essa passarela foi delineada por uma faixa de madeira ligeiramente elevada em relação ao nível do piso, eliminando assim os inconvenientes enfrentados pelos pedestres durante a travessia.

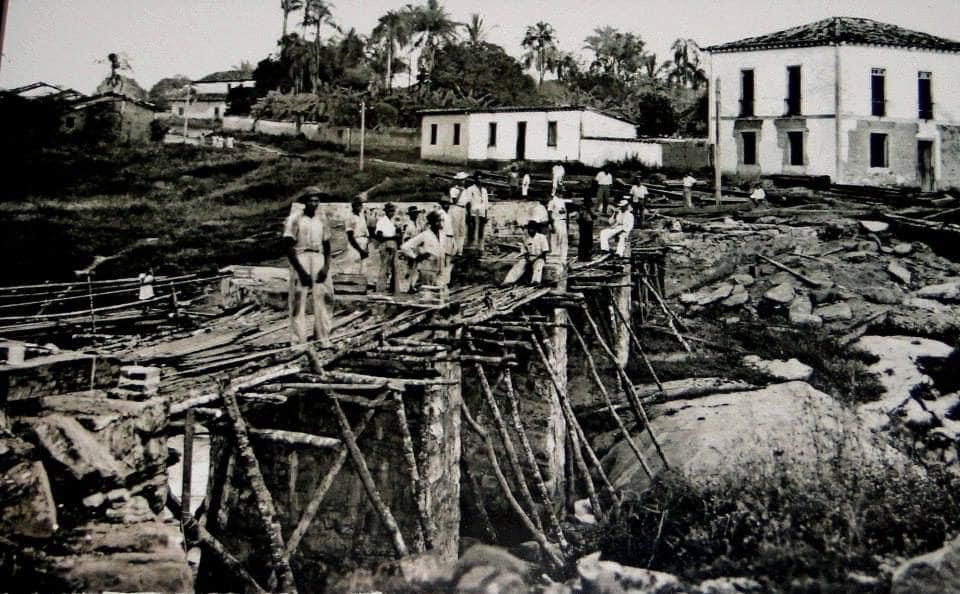
Construção da atual ponte do Carmo em 1943

Com o procedimento de repintura abrangente, as cores tradicionais que historicamente caracterizaram esse elemento urbano foram restauradas: branco e vermelho. A estrutura delicada foi aprimorada visualmente e sua presença na paisagem foi ressaltada após a instalação de iluminação sob a ponte. Essas luzes foram direcionadas para realçar a correnteza do Rio das Almas, enfatizando assim a presença marcante do rio. Dessa maneira, mantendo fidelidade ao método de construção, à forma original e aos materiais, foi possível restaurar a estabilidade estrutural, garantir a segurança e realçar a beleza deste elemento urbano sem recorrer a mudanças drásticas. Além disso, essa intervenção trouxe melhorias na organização do tráfego e proporcionou maior segurança para os pedestres durante a travessia.
O Projeto de urbanismo e paisagismo, elaborado entre os meses de maio de 1991 a maio de 1993 pela Fundação Pró-Memória, visou a preservação dos trajetos já estabelecidos, a integridade da paisagem circundante e a manutenção das características naturais do terreno. Uma ênfase especial foi dada à reabilitação das áreas que tinham sofrido degradação ao longo do tempo. A ponte é composta por quatro vãos principais, onde os pilares estão distanciados por 8,80 metros, 11,0 metros e mais dois intervalos de 8,80 metros. Em suas extremidades, existem pilares destinados à contenção e à sustentação. A estrutura principal é confeccionada predominantemente com madeiras nobres, notavelmente o ipê e a aroeira. Dada a significativa relevância dessa ponte para a cidade, bem como o fluxo constante de tráfego que a atravessa, a restauração arquitetônica mencionada teve como propósito a preservação das características históricas do monumento e a melhoria da experiência dos pedestres que a cruzam. Com esse intuito, foi incorporada uma passarela exclusiva para pedestres, ao mesmo tempo em que o tráfego de veículos de carga foi restrito, a fim de valorizar a travessia a pé e garantir a segurança dos transeuntes. 